# Münchenbuchsee
Münchenbuchsee é uma comuna da Suíça, localizada no Cantão de Berna, com 9.788 habitantes, de acordo com o censo de 2010 . Estende-se por uma área de 8,82 km², de densidade populacional de 1.100 hab/km². Confina com as seguintes comunas: Bolligen, Deisswil bei Münchenbuchsee, Diemerswil, Ittigen, Kirchlindach, Moosseedorf, Rapperswil, Schüpfen, Wiggiswil e Zollikofen
É famosa por ser o local de nascimento do pintor Paul Klee.
A língua oficial desta comuna é o alemão.

## Idiomas
De acordo com o censo de 2000, a maioria da população fala alemão (88,9%), sendo o italiano a segunda língua mais comum, com 2,0%, e, em terceiro lugar, o francês, com 1,5%.